# Loparita-(Ce)
La loparita-(Ce) es la forma mineral de un óxido múltiple de fórmula química (Na,Ce,Sr)(Ce,Th)(Ti,Nb)2O6.
Su composición también ha sido reflejada como (Na,TR)Ti2O6 —donde TR son elementos de las tierras raras— y como (Ce,Na,Ca)2(Ti,Nb)2O6
El nombre de este mineral proviene del término ruso Лопар [lopar'] que designa al pueblo lapón o saami, nativo de la península de Kola (Rusia), donde se descubrió este mineral en 1890. El sufijo -(Ce) hace referencia al contenido de cerio de este mineral.

## Propiedades
La loparita-(Ce) es un mineral opaco, transparente en fragmentos delgados; tiene color negro y presenta brillo adamantino o metálico. Con luz reflejada, adquiere coloración gris clara o blanca, con un tinte cremoso y reflexiones internas rojo parduzcas.
Posee una dureza de 5,5 en la escala de Mohs y una densidad de 4,77 g/cm³. Es muy soluble en ácido sulfúrico.
Cristaliza en el sistema cúbico, clase hexaoctaédrica (4/m 3 2/m).
El contenido en titanio de este mineral, expresado como TiO2, es del 35% - 40%, el de cerio, como CeO o Ce2O3, puede alcanzar el 18%, y el de niobio, como Nb2O5, puede llegar al 15%. Es un mineral radioactivo, miembro del subgrupo mineralógico de la perovskita.

## Morfología y formación
La loparita-(Ce) forma cristales cúbicos u octaédricos de hasta 2 mm, pudiendo estar estos muy modificados.
Puede tener también hábito masivo o crecer sobre perovskita.
Son frecuentes las maclas de penetración en {111}.
Este mineral aparece como fase primaria en macizos diferenciados de nefelina sienita y pegmatitas alcalinas, así como reemplazando a perovskita en carbonatitas.
Se puede encontrar asociado a microclina, aegirina, apatito con tierras raras, arfvedsonita, perovskita e ilmenita.

## Yacimientos
La localidad tipo de la loparita-(Ce) es el monte Maly Mannepakhk, en el macizo de Jibiny (óblast de Múrmansk, Rusia); en este mismo macizo hay numerosas localizaciones de este mineral (en los montes Eveslogchorr, Khibinpakhkchorr y Rasvumchorr). Hay también depósitos de loparita-(Ce) en Siberia Oriental: en el macizo alcalino de Kiisk, en la cuenca del Mama y en el escudo de Aldán, donde coexiste con otros minerales óxidos como hausmannita, lueshita, qandilita, tausonita y yafsoanita.
Asimismo, se ha encontrado este mineral en Hnilec (distrito de Spišská Nová Ves, Eslovaquia), Ditrău (Harghita, Rumanía) y en la isla de Tenerife (Canarias, España).
Paraguay cuenta con dos depósitos; en Cerro Sarambí, colina formada por un complejo ígneo alcalino del Cretáceo de rocas eruptivas e intrusivas, y en el parque nacional Cerro Corá.